# Youri Mulder
Youri Mulder (Brussel, 23 maart 1969) is een Nederlands voetbalanalist en voormalig betaald voetballer die voornamelijk als centrumspits speelde. Hij kwam uit voor FC Twente, Schalke 04 en het Nederlands voetbalelftal. Hij is de zoon van oud-voetballer, schrijver en columnist Jan Mulder. In mei 2021 trad Mulder toe tot de raad van commissarissen binnen Schalke 04.

## Carrière

### Voetballer
Mulder speelde in de seizoenen 1988/89 en 1989/90 voor zaalvoetbalclub zvv Adelaars, waarmee hij in 1990 de districtsbeker van Midden-Nederland won. In het seizoen 1990/91 werd hij opgenomen in de selectie van FC Twente, aanvankelijk als speler voor de breedte. Hij veroverde niettemin een plek in de basis en wist er het etiket 'de zoon van' van zich af te schudden. In het eerste seizoen speelde Mulder 28 wedstrijden waarin hij zes keer scoorde. In zijn tweede seizoen bij Twente vormde Mulder voorin een duo met Ronald de Boer. Hij speelde dat jaar 33 wedstrijden en scoorde achttien keer. Het seizoen 1992/93 werd het laatste seizoen bij FC Twente. Door een blessure speelde hij niet meer dan elf wedstrijden en maakte hij daarin drie goals. In de zomerstop die volgde maakte Mulder een transfer naar FC Schalke 04. Daarvoor speelde hij vervolgens negen seizoenen en scoorde hij 33 doelpunten. In die tijd was hij regelmatig geblesseerd.
Mulder debuteerde op 16 november 1994 in het Nederlands voetbalelftal, tijdens een EK-kwalificatiewedstrijd thuis tegen Tsjechië (0-0). Hij werd daarmee de vijfde Oranje-international in de geschiedenis wiens vader ook in het Nederlands elftal speelde. Mulder kwam negen keer uit voor het Nederlands elftal en scoorde daarvoor drie keer. Zijn belangrijkste doelpunt voor Oranje was de treffer tegen Wit-Rusland op 6 september 1995, waarmee hij Nederland in de race hield voor kwalificatie voor het EK 1996. Mulder maakte deel uit van de selectie voor dat eindtoernooi.
| Interlands van Youri Mulder voor Nederland | Interlands van Youri Mulder voor Nederland | Interlands van Youri Mulder voor Nederland | Interlands van Youri Mulder voor Nederland | Interlands van Youri Mulder voor Nederland | Interlands van Youri Mulder voor Nederland |
| №                                          | Datum                                      | Wedstrijd                                  | Uitslag                                    | Competitie                                 | Goals                                      |
| Als speler van Schalke 04                  | Als speler van Schalke 04                  | Als speler van Schalke 04                  | Als speler van Schalke 04                  | Als speler van Schalke 04                  | Als speler van Schalke 04                  |
| ------------------------------------------ | ------------------------------------------ | ------------------------------------------ | ------------------------------------------ | ------------------------------------------ | ------------------------------------------ |
| 1                                          | 16 november 1994                           | Nederland – Tsjechië                       | 0 – 0                                      | EK-kwalificatie                            | 0                                          |
| 2                                          | 14 december 1994                           | Nederland – Luxemburg                      | 5 – 0                                      | EK-kwalificatie                            | Goal                                       |
| 3                                          | 6 september 1995                           | Nederland – Wit-Rusland                    | 1 – 0                                      | EK-kwalificatie                            | Goal                                       |
| 4                                          | 11 oktober 1995                            | Malta – Nederland                          | 0 – 4                                      | EK-kwalificatie                            | 0                                          |
| 5                                          | 15 november 1995                           | Nederland – Noorwegen                      | 3 – 0                                      | EK-kwalificatie                            | Goal                                       |
| 6                                          | 24 april 1996                              | Nederland – Duitsland                      | 0 – 1                                      | Vriendschappelijk                          | 0                                          |
| 7                                          | 29 mei 1996                                | Nederland – China                          | 2 – 0                                      | Vriendschappelijk                          | 0                                          |
| 8                                          | 22 juni 1996                               | Frankrijk – Nederland                      | 0 – 0                                      | EK-eindronde                               | 0                                          |
| 9                                          | 28 april 1999                              | Nederland – Marokko                        | 1 – 2                                      | Vriendschappelijk                          | 0                                          |

### Analist
In 2002 stopte Mulder met betaald voetbal. Hij was daarna nog een jaar actief voor De Tubanters 1897 uit zijn woonplaats. Daarna werd hij in 2008 voetbalanalist bij Studio Sport en vaste gast in het televisieprogramma Studio Voetbal, beide van de NOS. Later maakte hij de overstap naar het commerciële Ziggo Sport.

### Voetbaltrainer
In het seizoen 2008/09 was Mulder de assistent-trainer van Fred Rutten bij zijn oude club Schalke 04. Na Ruttens vertrek nam Mulder diens taken waar, tot de komst van de nieuwe trainer Felix Magath. Vanaf seizoen 2011/2012 was Mulder assistent-trainer bij FC Twente. Het contract van Mulder werd op 23 maart 2015 opgezegd in verband met de financiële malaise bij de club. Enkele jaren later, op 5 mei 2021, werd bekend dat Mulder toe zou treden tot de raad van commissarissen van Schalke 04. De club verkeerde in zwaar weer en was net voor het eerst in lange tijd gedegradeerd naar de 2. Bundesliga.

## Erelijst
Schalke 04
- DFB-Pokal: 2000/01, 2001/02
- UEFA Cup: 1996/97

## Trivia
- Mulder was lange tijd te horen als co-commentator naast Evert ten Napel in het computerspel FIFA, maar na 15 jaar trouwe dienst besliste het duo om er een eind aan te maken. Hun opvolgers in het spel waren Sierd de Vos en Jeroen Grueter.
- Mulder is het onderwerp in een van de titelverhalen in het boek van Youp van 't Hek: Floppy, Youri en andere helden
- Mulder heeft eind jaren tachtig rechten gestudeerd aan de Universiteit van Amsterdam.
- Mulder heeft twee zonen uit een vorige relatie. Beide zonen wonen in Noorwegen.
- Mulder schuift bijna wekelijks aan als analist bij het voetbalprogramma Rondo van Ziggo Sport.
- Mulder speelde in het tweede team van AFC Ajax in 1988 onder coach Louis van Gaal, die 7 jaar later met het eerste elftal van AFC Ajax de UEFA Champions League won.